# Trip (revista)

Sandy na capa da Trip em 2004.

Trip é uma revista brasileira lançada em 1986.  Fundada por Paulo Lima e Carlos Sarli, a revista originou-se do programa de rádio Trip 89.  Inicialmente uma revista dedicada ao surfe, tornou-se conhecida por abordar temas como política, sexo e cultura, com reportagens, entrevistas (Páginas Negras) e ensaios fotográficos (Trip Girls).

## História
Com projeto gráfico e editorial arrojados, foi premiada dentro e fora do país (incluindo três medalhas do New York Art Directors Club, e finalista do Prêmio Esso nos quatro últimos anos). Atualmente a revista tem uma tiragem de 30 mil exemplares mensais, sendo 6 mil assinantes e 3 mil leitores VIP's que recebem a revista gratuitamente (jornalistas, personalidades, empresários e colaboradores da editora). Em 2013, a revista registrava uma tiragem de 45 mil exemplares.
Desde 2007 a revista organiza o prêmio Trip Transformadores, voltado a homenagear pessoas  "que se transformaram ajudando a melhorar a realidade em que vivem".
Prêmios
2010
- Esso de Criação Gráfica, na categoria revista, concedido a Elohim Barros, Ricardo Calil, Lino Bocchini, Alex Cassalho, Camila Fudisaku, Thiago Bolotta, Caio Ferretti e Fujocka, pela obra "EDIÇÃO ESPECIAL MORTE"[9]